# Дуиси
Дуиси (груз. დუისი, чечен. Дуй-Юрт) — село в Ахметском муниципалитетe, Грузия. Населено чеченцами (кистинцами).

## География
Село расположено в Панкисском ущелье, на берегу реки Алазани, к северу от города Ахмета.
Ближайшие населённые пункты: на севере — село Джоколо, на юге — село Цинубани, на востоке — село Халацани, на западе — село Кварелцкали.

## История
Село основано чеченцем из тайпа дишний по имени Дуй Цицхашвили (Цицхашов).